# Drive-By Truckers
A Drive-By Truckers egy country együttes Amerikából. 1996-ban alakultak meg a Georgia állambeli Athensben. Alternatív rock, southern rock, americana, alternatív country és country rock műfajokat játszanak. Lemezeiket az ATO Records, New West Records, Lost Highway, Play It Again Sam Records, Ghostmeat Records, Soul Dump Records kiadók jelentették meg. Diszkográfiájuk 11 nagylemezt, négy koncertalbumot és több EP-t tartalmaz. A harmadik stúdióalbumuk szerepel az 1001 lemez, amit hallanod kell, mielőtt meghalsz című könyvben. Sorozatos koncertezésüknek köszönhetően széles rajongótáborral rendelkeznek az USA-ban.

## Tagok
- Patterson Hood – gitár, ének, mandolin (1996-)
- Mike Cooley – gitár, ének, bendzsó, harmonika (1996-)
- Brad Morgan – dobok (1999-)
- Jay Gonzalez – billentyűk, gitár, harmonika, vokál (2008-)
- Matt Patton – basszusgitár, vokál (2012-)
- David Barbe – producer, mérnök, gitár, ének, hegedű, basszusgitár (1998-)

## Diszkográfia

### Stúdióalbumok
- Gangstabilly (1998)
- Pizza Deliverance (1999)
- Southern Rock Opera (2001)
- Decoration Day (2003)
- The Dirty South (2004)
- A Blessing and a Curse (2006)
- Brighter Than Creation's Dark (2008)
- The Big To-Do (2010)
- Go-Go Boots (2011)
- English Oceans (2014)
- American Band (2016)
- The Unraveling (2020)
- The New OK (2020)
- Welcome 2 Club XIII (2022)

### Koncertalbumok
- Alabama Ass Whuppin (2000)
- Live from Austin, TX (2009)
- Live at Third Man (2011)
- It's Great to Be Alive! (2015)

### Válogatáslemezek
- The Fine Print: A Collection of Oddities and Rarities (2009)
- Ugly Buildings, Whores and Politicians: Greatest Hits 1998-2009 (2011)